# Михайлів Дмитро Іванович
Дмитро́ Іва́нович Миха́йлів (?, Чернігівська губернія, Російська імперія — січень 1920, Польща) — командир полку Дієвої Армії УНР.

## З біографії
Народився на Чернігівщині.
Останнє звання у російській армії — полковник.
Станом на 1 січня 1910 року — штабс-капітан івангородської фортечної артилерії.
З 6 лютого 1919 року — командир 5-го (колишній 1-й Чорноморський, з середини липня — 30-й) гарматного полку Січових стрільців Дієвої Армії УНР.
Помер від епідемічного висипного тифу в таборах для інтернованих у Польщі.